# Heliotropium vagum
Heliotropium vagum är en strävbladig växtart som beskrevs av L.A. Craven. Heliotropium vagum ingår i Heliotropsläktet som ingår i familjen strävbladiga växter. Inga underarter finns listade i Catalogue of Life.